# FDP-Bundesparteitag 1996
Koordinaten: 49° 0′ 9,7″ N, 8° 24′ 4,5″ O

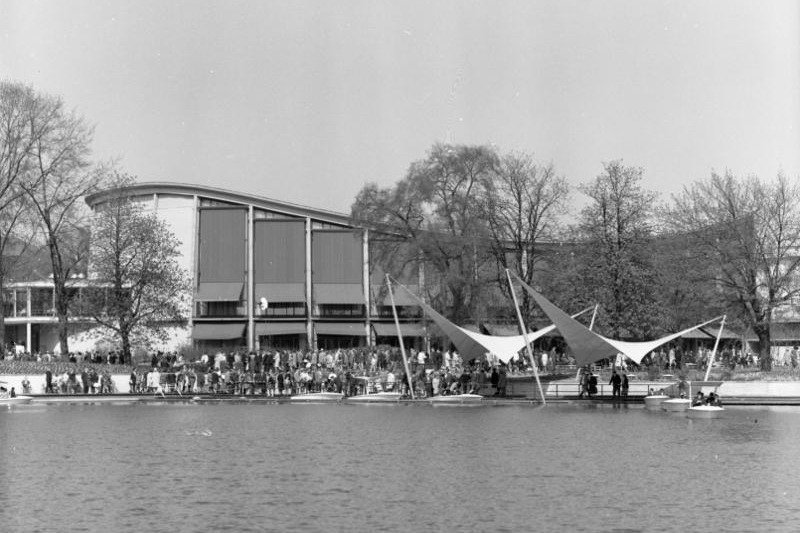
Schwarzwaldhalle Karlsruhe

Den Bundesparteitag der FDP 1996 hielt die FDP vom 7. bis 9. Juni 1996 in Karlsruhe ab. Es handelte sich um den 47. ordentlichen Bundesparteitag der FDP in der Bundesrepublik Deutschland.

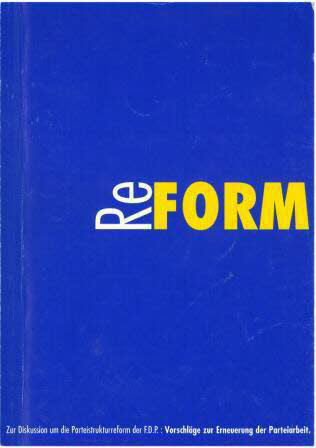
Broschüre: Reform „Für eine radikale Reform der Parteiarbeit“

## Verlauf und Beschlüsse
Motto des Parteitags war „Reformen für Deutschland“. Auf dem Parteitag wurde über eine Parteireform diskutiert. Es wurden Beschlüsse zur Zuwanderung („Einwanderung kontrollieren – Eingliederung und Einbürgerung erleichtern“), zur drastischen Senkung und Vereinfachung der Lohn-, Einkommens- und Körperschaftssteuer, zum bayerischen Sonderweg beim § 218, zur Versöhnung zwischen Deutschen und Tschechen und zur Verschiebung der Diätenerhöhung der Bundestagsabgeordneten gefasst. Außerdem wurde ein Aktionsprogramm für Arbeitsplätze und Investitionen sowie ein Innovationsschub für die neuen Bundesländer beschlossen. Schließlich wurde ein Diskussionsentwurf für das neue Grundsatzprogramm „Für die liberale Bürgergesellschaft“ verabschiedet.